# Замок Больдта
Замок Больдта англ. Boldt Castle — популярна туристична пам'ятка у США.
Замок, споруджений на початку XX століття, розташований на острові Гарт-Айленд у складі архіпелагу Тисяча островів на річці Святого Лаврентія в тому місці, де проходить межа між півднем канадської провінції Онтаріо і північчю американського штату Нью-Йорк.
Замок спроектував відомий американський архітектор німецького походження Джордж Больдт, власник мережі готелів Волдорф-Асторія і Бельвю-Стретфорд.

## Галерея

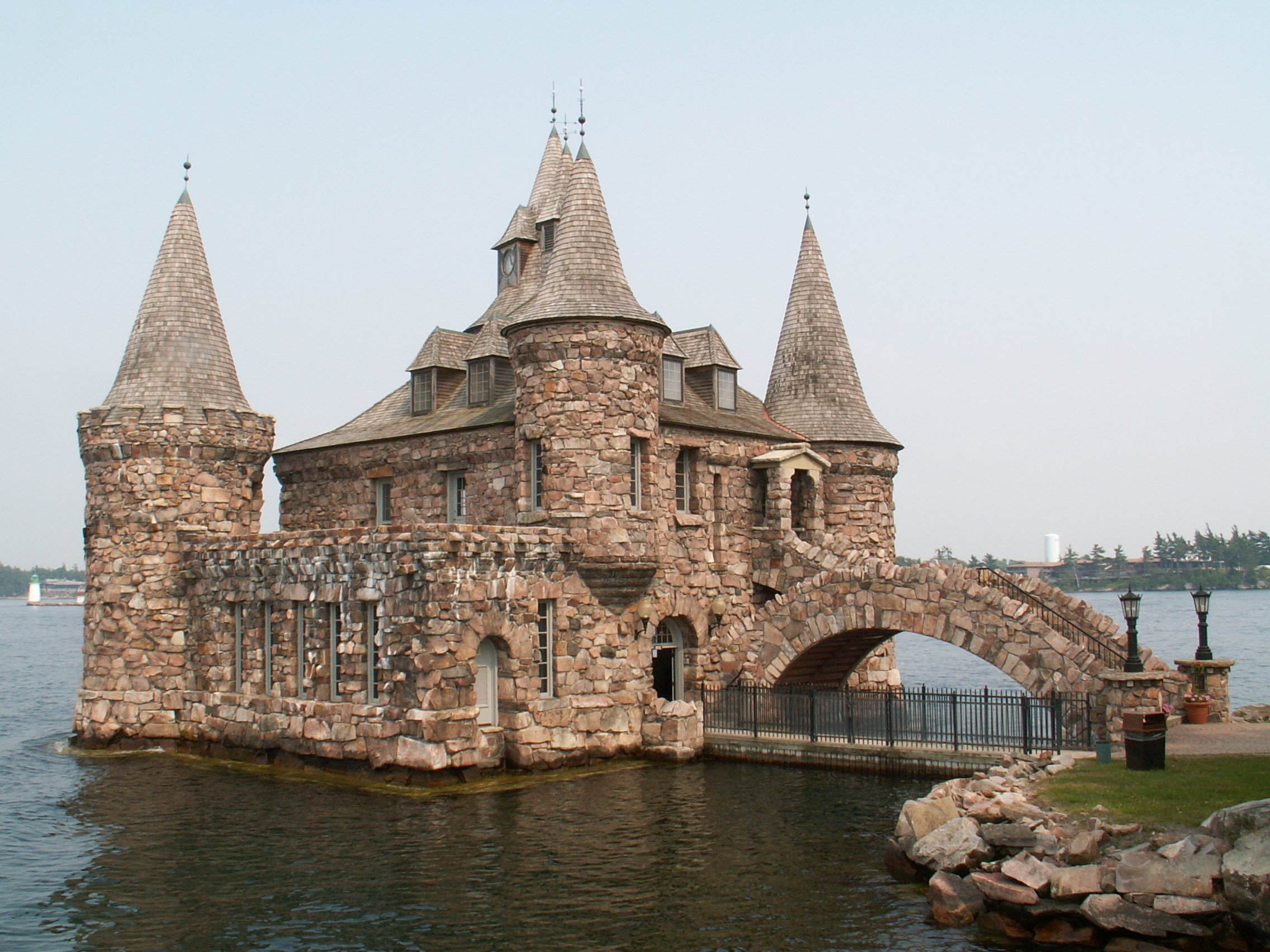
Генераторна станція замку
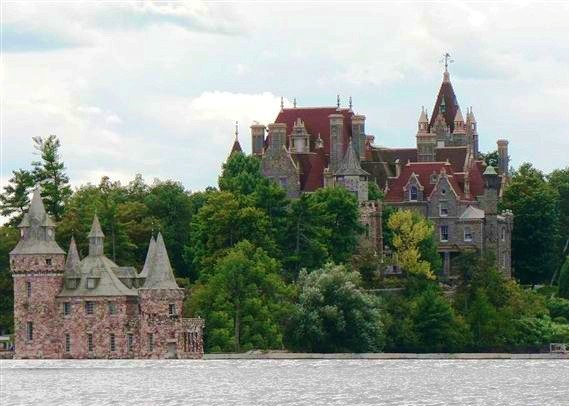
Загальний вигляд замку Больдта